# Antitype marsicana
Antitype marsicana là một loài bướm đêm trong họ Noctuidae.